# Schlackwurst
Schlackwurst ist eine deutsche Rohwurstsorte. Der Name leitet sich vom niederdeutschen Begriff Schlack für Brei bzw. Matsch, bzw. davon abgeleitet der Bezeichnung Schlackdarm für die verwendeten Wursthüllen ab.
Die Wurst ähnelt in der Herstellung stark der weiter verbreiteten Zervelatwurst. Als Hauptmerkmal gilt die Verwendung von weiten Fettenden, welche die typische Form und gelbliche Farbe der Wursthülle beeinflussen. Für die Herstellung zerkleinert man Rindfleisch, Schweinefleisch (Muskelfleisch und Schweinebauch bzw. Speck) im Kutter bis zur feinsten Körnung, ohne dass es Brät wird. Typische Gewürze sind Nitritpökelsalz, das auch für die erwünschte Rötung der Wurst genutzt wird, und Pfeffer. Bei einigen Rezepturen wird die Masse auch gesüßt, zum Beispiel mit Honig oder Fruchtsaft, ebenso werden teilweise Kardamom, Ingwer und Senfkörner  verwendet. Nachdem die Masse in die Naturdärme abgefüllt ist, werden die Würste 24 Stunden kalt geräuchert. Anschließend reifen sie vier bis sechs Tage. Die Wurst ist dadurch schnittfest, jedoch weicher als andere Dauerwurstsorten.